# Academia de Música Franz Liszt
Academia de Música Franz Liszt (em húngaro: Liszt Ferenc Zeneművészeti Egyetem também abreviada como Zeneakadémia) é uma sala de concertos e universidade de música da cidade de Budapeste na Hungría. 
A escolal foi fundada pelo pianista e compositor Franz Liszt em 14 de novembro de 1875.